# Stausee Annabrücke
Stausee Annabrücke är en sjö i Österrike.   Den ligger i förbundslandet Kärnten, i den sydöstra delen av landet, 240 km sydväst om huvudstaden Wien. Stausee Annabrücke ligger 410 meter över havet. Arean är 5,3 kvadratkilometer. Den sträcker sig 2,1 kilometer i nord-sydlig riktning, och 11,2 kilometer i öst-västlig riktning.
Följande samhällen ligger vid Stausee Annabrücke:
- Sankt Margareten im Rosental (1 104 invånare)

I omgivningarna runt Stausee Annabrücke växer i huvudsak blandskog. Runt Stausee Annabrücke är det ganska tätbefolkat, med 75 invånare per kvadratkilometer.